# Fuente Magna og Pokotia-monolitten
Fuente Magna er en stenskål som blev fundet af en bonde i 1950'erne ved Tiahuanacu i Sydamerika. Den antages for at være et svindelnummer. 